# Hannover Rück
Die Hannover Rück ist eine börsennotierte deutsche Rückversicherungsgesellschaft mit Hauptsitz in Hannover. Sie hat ihren Ursprung in der 1966 gegründeten Aktiengesellschaft für Transport- und Rückversicherung (ATR) und gehört zu den drei größten Rückversicherern weltweit.

## Geschichte

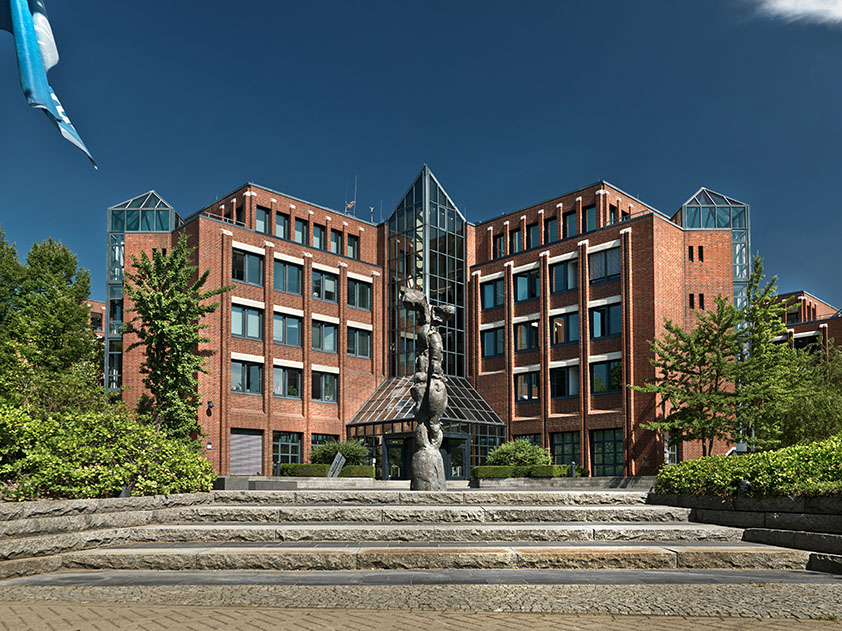
Firmensitz Hannover

Die Hannover Rück wurde am 6. Juni 1966 gegründet.
In den 1970er-Jahren erschloss das Unternehmen den US-amerikanischen und japanischen Markt. 1981 erwarb das Unternehmen erstmals eine ausländische Versicherungsgruppe – die Hollandia Group (heute Hannover Re Group Africa). 1990 folgte die Akquisition der Hamburger Internationale Rückversicherungs-AG.
1994 ging die Hannover Rück an die Börse. 1996 wurde die Eisen und Stahl Rück in die Hannover Rück-Gruppe integriert. Seitdem bedient die Hannover Rück die ausländischen Versicherungsmärkte, während die Eisen und Stahl Rück – heute E+S Rück – für das Geschäft am deutschen Markt zuständig ist.
Im Zuge der zunehmend internationalen Ausrichtung wurde 2013 die Rechtsform des Unternehmens in eine Societas Europaea (Europäische Gesellschaft) umgewandelt. Die Hannover Rück firmiert seitdem als Hannover Rück SE.
Im Jahr 2025 hat Clemens Jungsthöfel die Nachfolge von Jean-Jacques Henchoz als Vorstandsvorsitzender der Hannover Rück angetreten.

## Unternehmen
Die Hannover Rück betreibt Rückversicherung in den Geschäftsbereichen Schaden- und Personen-Rückversicherung.
Das Unternehmen verfügt über ein Netzwerk von über 170 Tochtergesellschaften, Niederlassungen und Repräsentanzen auf allen fünf Kontinenten mit insgesamt mehr als 3.500 Mitarbeitenden. Das deutsche Geschäft der Gruppe wird von der Tochtergesellschaft E+S Rück gezeichnet. Die auf Bermuda angesiedelte Tochter gehört mit Nettoprämieneinnahmen von über 1 Mrd. US-Dollar zu den zehn größten Rückversicherungsgesellschaften des Landes.
Die für die Versicherungsbranche wichtigsten Ratingagenturen bescheinigen der Hannover Rück sehr gute Finanzkraft-Ratings: S&P Global Ratings AA− „Very Strong“ und A.M. Best A+ „Superior“.

### Aktie und Anteilseigner
Mehrheitsaktionär der Hannover Rück ist die Talanx AG mit 50,2 % der Stimmrechte. Die übrigen Aktien werden von institutionellen oder privaten Anlegern gehalten.
Seit dem 21. März 2022 sind die Aktien von Hannover Rück Teil des DAX. Zuvor waren sie im MDAX gelistet.

### Geschäftsführung
Vorstandsmitglieder der Hannover Rück SE:
Clemens Jungsthöfel, Christian Hermelingmeier, Sven Althoff (Schaden-Rückversicherung), Brona Magee (Personen-Rückversicherung), Sharon Ooi (Schaden-Rückversicherung), Silke Sehm (Schaden-Rückversicherung), Thorsten Steinmann (Schaden-Rückversicherung), Claude Chèvre (Personen-Rückversicherung).
Mitglieder des Aufsichtsrats:
Torsten Leue (Vorsitzender), Herbert K. Haas, Ilka Hundeshagen, Timo Kaufmann, Harald Kayser, Sibylle Kempff, Alena Kouba, Ursula Lipowsky, Michael Ollmann

### Niederlassungen
Afrika: Abidjan, Johannesburg;
Amerika: Bogotá, Denver, Hamilton, Itasca, Mexiko-Stadt, Orlando, Rio de Janeiro, Toronto;
Asien: Hongkong, Kuala Lumpur, Manama, Mumbai, Seoul, Shanghai, Taipeh, Tokio;
Australien: Sydney;
Europa: Dublin, Hannover, London, Madrid, Mailand, Paris, Stockholm